# Ferdinando Coletti
Ferdinando Coletti (Napoli, 4 gennaio 1843 – Roma, 10 novembre 1876) è stato un pianista e compositore italiano appartenente al genere pianistico brillante nativo..

## Biografia
Venne apprezzato come concertista ed esecutore anche di composizioni proprie, come testimoniato nella Gazzetta Musicale di Milano:
«Il valente pianista e maestro Ferdinando Coletti diede in Roma nella sala Dante un concerto che riuscì splendidamente. Fu molto applaudito come compositore e come concertista, e si chiese il bis d'una sua Tarantella - Il Salterello». 

## Composizioni

### Composizioni per Pianoforte
- Au bord de la mer: Rêverie pour Piano Op.6
- Baci ardenti: Polka-Mazurka Op.8
- Barcarola Op.15
- Notturno Op.17
- Ombre celesti: Danza Fantastica per Pianoforte Op.19
- Fantasia per Pianoforte sopra motivi dell'Opera I promessi sposi di E. Petrella  Op.20
- Pompa di corte: Gran Valzer per Pianoforte Op.21
- Parfum Oriental: Reverie pour Piano Op.26
- Raffaello e la Fornarina: Melodia per Pianoforte
- Sei Illustrazioni per Pianoforte:
  - Oh tu che in seno agli angeli: Melodia nell'Opera La Forza del destino di G. Verdi Op. 33
  - Un bacio rendimi: Duetto nell'Opera Le Educande di Sorrento di E. Usiglio Op.38
  - Ardo per te di un santo e puro amore: Duetto d'amore nell'Opera Lohengrin di R. Wagner Op.39
  - Or bene, insano: Pezzo concertato nell'Opera Il Guarany di C. A. Gomez Op.43
  - Senza tetto, senza cuna: Canzone dell'avventuriere nell'Opera Il Guarany di C. A. Gomez Op.45
  - Coro di Pellegrini nell'Opera Tannhäuser di R. Wagner  [senza numero d'opera]
- Rêverie Op.60
- A rotta di collo! Galop per Pianoforte Op.61
- Notturno Op.62
- Romanza senza parole Op.63
- Cavalieri Selvaggi: Bozzetto Caratteristico per Pianoforte Op.64
- Valzer a Capriccio Op.66
- Marcia funebre di Pulcinella: Burletta carnevalesca per Pianoforte Op.67
- Ronda fantastica per Pianoforte Op.69
- Spiriti dell'aria: Galop di concerto per Pianoforte Op.70
- Illustrazioni pianistiche sull'Opera Ruy Blas di F. Marchetti
- Ricordo di Napoli: Pezzo Caratteristico per Pianoforte
- Non ti scordar di me: Romanza
- Mazeppa: Galop brillante per pianoforte a 4 mani

### Altre Composizioni
- Sinfonia per Grande Orchestra
- Serenata Napolitana per Mezzo-Soprano o Baritono su parole di Enrico Golisciani
- Quattro Romanze per Canto in chiave di Sol con accompagnamento di Pianoforte (Opere Postume)